# Bönningstedt
Bönningstedt (niederdeutsch: Bönningsteed) ist eine Gemeinde im Kreis Pinneberg in Schleswig-Holstein.

## Geografie

### Geografische Lage
Das Gebiet der Gemeinde Bönningstedt erstreckt sich direkt nördlich von Hamburg an den Bächen Mühlenau und Rugenwedelsau. Teile des Staatsforstes Rantzau (heute: Schleswig-Holsteinische Landesforsten) liegen im Gemeindegebiet. Bönningstedt grenzt (im Norden beginnend, im Uhrzeigersinn) an Hasloh, Norderstedt, Hamburg-Schnelsen, Ellerbek und Tangstedt (Kreis Pinneberg).
Zur Gemeinde gehören die Ortsteile Winzeldorf und Rugenbergen.

## Geschichte
Erste Jäger ließen sich 7000 Jahre vor Christus in Bönningstedt nieder. Der Ackerbau und die Viehzucht hielten 5000 Jahre vor Christus Einzug in die Gemeinde. Ein Tongefäß aus dem Jahr 2000 vor Christus wird heute im Altonaer Museum ausgestellt.
Der Ortsteil Winzeldorf wurde 1369 zum ersten Mal urkundlich erwähnt. Bönningstedt findet sich erstmals 1464/65 als Bunningkstede (‚Wohnstätte der Leute des Buni‘). Erste Schritte im Schulwesen fanden 1700 statt. Im Jahr 1884 wurde der Bahnhof eröffnet, der Bönningstedt an die AKN-Linie A1 anschließt. Im Eisteich wurde ab 1888 Eis abgebaut. Die Bahntrasse wurde 1912 in die Feldmark verlegt. Im gleichen Jahr wurde die Gemeinde elektrifiziert. Der Eisabbau wurde 1920 eingestellt, danach wurde der Eisteich von 1929 bis 1934 als Badeanstalt genutzt.
Die Gemeinden Bönningstedt und Winzeldorf fusionierten 1942. Zu diesem Anlass wurde 1982 ein Findling im Amtspark in der Ellerbeker Straße aufgestellt und erinnert seitdem daran. Die evangelische Kirchengemeinde wurde 1958 gegründet. Im Jahr 1969 erfolgte die Einweihung des Friedhofs samt Kapelle. Die VHS Bönningstedt wurde 1975 gegründet und war bis zu ihrer Schließung im Jahr 2015 im Gebäude der Gemeinschaftsschule Rugenbergen untergebracht. Das Sport- und Freizeitzentrum an der Ellerbeker Straße wurde 1980 eingeweiht.
Im Jahr 1983 erhielt Bönningstedt ein Wappen. Der Bönningstedter Markt entstand 1987. 1990 und 1991 kommt es zu Bränden in der Friedhofskapelle. Ein neues Feuerwehrhaus wird 1994 eingeweiht. Die „Rugenberger Mühle“ musste 1995 Insolvenz anmelden. Der Kirchturm Bönningstedts wird 1997 fertiggestellt. Die evangelische Kirchengemeinde wurde 2000 in Simon-Petrus-Kirchengemeinde umbenannt.
Bönningstedt war Sitz des Amtes Bönningstedt und bis zum Umzug der Verwaltung nach Rellingen zum 1. August 2008 auch Sitz des Amtes Pinnau.

## Politik
Zum 1. Januar 2013 verließ Bönningstedt das Amt Pinnau und wird seither durch die Stadt Quickborn verwaltet.

### Gemeindevertretung
Bei der Kommunalwahl am 14. Mai 2023 wurden insgesamt 18 Sitze vergeben. Von diesen erhielt die CDU neun Sitze, die Grünen erhielten fünf Sitze und die SPD erhielt vier Sitze.

### Wappen
Blasonierung: „In Silber ein schräglinker blauer Wellenbalken, oben und unten begleitet von je einem aufrechten roten Eisspatenblatt. “
Das in den schleswig-holsteinischen Landesfarben gehaltene Gemeindewappen erinnert durch die Eisspatenblätter und die Mühlenau an die Jahre 1888–1920, als in Bönningstedt die Mühlenau regelmäßig zum Eisteich aufgestaut wurde. In den Wintermonaten wurde hier Natureis gewonnen, das im Laufe des Jahres an Brauereien, Schlachtereien und Fischhandlungen verkauft wurde. Die gewonnenen Eisblöcke wurden in einem engen Kanal mit Hilfe der Eisspaten zu den Lagerschuppen befördert. Die Eisgewinnung war in dieser Zeit für Bönningstedt ein nicht zu unterschätzender Wirtschaftsfaktor und bot, zumal in der Winterzeit, vielen Familien einen Zusatzverdienst. Das doppelt zitierte Eisspatenblatt steht darüber hinaus als Symbol für die gleichberechtigte Vereinigung der ehemals selbständigen Gemeinden Bönningstedt und Winzeldorf zur heutigen Gemeinde Bönningstedt.

### Flagge
Blasonierung: „Inmitten eines blauen Flaggentuches das Gemeindewappen.“

### Gemeindepartnerschaften
Seit 1984 unterhält Bönningstedt eine Partnerschaft mit dem englischen Seaford in der Grafschaft East Sussex. Seit 1991 sind Crivitz (Mecklenburg-Vorpommern) und Rachoni auf der griechischen Insel Thassos ebenfalls Partnergemeinden von Bönningstedt.

## Wirtschaft und Infrastruktur
Für Industrie und Gewerbe bietet die Gemeinde drei Ansiedlungsmöglichkeiten. Das Gewerbegebiet Goosmoortwiete, das Industriegebiet am Nordring und das Gebiet am Ellerhorst. Nach dem Neubau des Rugenbergen-Center in der Dorfmitte, haben sich dort zahlreiche Einzelhandelsgeschäfte und Dienstleistungsunternehmen angesiedelt. Bedingt durch die Nähe zu Hamburg pendeln jedoch viele Einwohner der Gemeinde zu ihrem Arbeitsplatz in die Hansestadt, nach Norderstedt oder auch nach Rellingen oder Halstenbek.

### Verkehr
Bönningstedt liegt an der Bundesstraße 4 und direkt an der Bundesautobahn 7; die Auffahrt Hamburg-Schnelsen ist in wenigen Minuten erreichbar.
Durch den Ort führt die Bahnstrecke Hamburg-Altona–Kaltenkirchen–Neumünster der AKN, die Neumünster mit Hamburg verbindet. Mittig der Gemeinde befindet sich der Bahnhof "Bönningstedt". Seit Jahren wird für einen weiteren Bahnhof "Bönningstedt Nord" gekämpft. Der Bahnhof Bönningstedt liegt etwas östlich des Stadtzentrums, zwischen den Straßen "Dorfstraße" und "Norderstedter Straße". Bönningstedt ist ein halbüberdachter Bahnhof. Der Bahnhof wird im Berufsverkehr im Zehn-Minuten-Takt angefahren, sonst im 20-Minuten-Takt. 
Im Rahmen des Streckenausbaus für die S-Bahn wurden die Bahnsteige des Bahnhofs Bönningstedt in der Bauphase 1 von Januar bis Juli 2023[veraltet] verlängert und erhöht sowie die Gleise mit einer Oberleitung elektrifiziert. Die Bauarbeiten in Bönningstedt wurden schneller abgeschlossen als geplant, sodass der Bahnhof einen Monat früher als erwartet wieder in Betrieb genommen werden konnte.
Der Flughafen Hamburg ist in rund 15 Minuten mit dem PKW erreichbar. Die Autobahn A 23 Richtung Itzehoe und Heide befindet sich ebenfalls in unmittelbarer Nähe.
Zwischen der Kreisstadt Pinneberg und Norderstedt fährt die Buslinie 295 mit drei Haltestellen in Bönningstedt.
Sowohl die AKN als auch die Buslinie sind im Hamburger Verkehrsverbund (HVV) integriert.

### Bildung
In Bönningstedt befindet sich eine Grundschule, in der rund 200 Kinder unterrichtet werden. Das Schulzentrum beherbergt die Gemeinschaftsschule Rugenbergen, die seit Sommer 2009 in dieser Form besteht. Die Grundschule feierte am 2. Juni 2018 ihr 125-jähriges Bestehen.

## Sport
Größter Sportverein ist der SV Rugenbergen von 1925. Der Verein hat 1300 Mitglieder und bietet Sport in folgenden Sparten an: Badminton, Basketball, Gymnastik/Fitness, Fußball, Karate, Leichtathletik, Rhönrad, Turnen, Tanzen und Tischtennis. Im Rhönrad hatte der Verein schon große internationale Erfolge.
Der Verein nutzt drei Sporthallen, die Aula der Schule Rugenbergen und vier Rasenplätze. 2002 wurde eine vereinseigene Sporthalle mit Umkleideräumen, Sporträumen und einem Büro fertiggestellt.

## Persönlichkeiten
Die Fernsehmoderatorin und Schauspielerin Singa Gätgens ist in Bönningstedt aufgewachsen, wo ihre Mutter ein Wäschegeschäft hatte, in dem eine ihrer Schwestern seit 1995 ein Eiscafé betreibt.